# Fosses (Dolina Oise)
Fosses – miejscowość i gmina we Francji, w regionie Île-de-France, w departamencie Dolina Oise.
Według danych na rok 1990 gminę zamieszkiwało 9620 osób, a gęstość zaludnienia wynosiła 2665 osób/km² (wśród 1287 gmin regionu Île-de-France Fosses plasuje się na 243. miejscu pod względem liczby ludności, natomiast pod względem powierzchni na miejscu 777.).